# Фукухара, Карен
Ка́рен Фукуха́ра (англ. Karen Fukuhara, яп. 福原 かれん; род. 10 февраля 1992, Лос-Анджелес) — американская актриса японского происхождения. Известна ролями Катаны в супергеройском боевике студии DC «Отряд Самоубийц» 2016 года и Кимико в сериале «Пацаны». Озвучила персонажа Глиммер из сериала Netflix «Ши-Ра и непобедимые принцессы» и Кипо Оак из «Кипо и Эра Чудесных Зверей».

## Биография
Родилась в семье японцев в Лос-Анджелесе, штат Калифорния. Ее первым языком был японский, и она посещала школу японского языка по субботам в течение 11 лет. У неё есть младший брат. Она начала заниматься каратэ в средней школе.
Во время обучения в UCLA продолжила работать репортером спортивного шоу на канале NHK в Японии.
Она была участницей а капелла группы Medleys, среди выпускников которой — актриса Келли Мэри Трэн. Окончила Калифорнийский университет в Лос-Анджелесе в 2014 году со степенью бакалавра искусств в области социологии.
Начала свою карьеру в индустрии развлечений еще в средней школе, когда ее пригласили на роль ведущей Movie Surfers, короткой развлекательной новостной программы на канале Disney Channel. До своего актерского дебюта работала на различных подработках, в том числе переводчиком, редактором субтитров и официанткой в суши-ресторане.
В 2016 году Фукухара дебютировала в кино в роли Катаны в супергеройском фильме DC Comics «Отряд самоубийц», который был выпущен в августе 2016 года. Хотя у нее был опыт в боевом искусстве, ей все же пришлось тренироваться около двух месяцев во время подготовки к съемкам, чтобы научиться правильно владеть мечом.
В начале декабря 2016 года она объявила, что завершила первую неделю съемок фильма «Stray» (вместе с Кристин Вудс, Miyavi и Россом Партриджем).
В 2020 году она начала озвучивать главную героиню Кипо Оак из «Кипо и Эра Чудесных Зверей».

## Фильмография
| Год          |     | Русское название                              | Оригинальное название                 | Роль                         |
| ------------ | --- | --------------------------------------------- | ------------------------------------- | ---------------------------- |
| 2016         | ф   | Отряд самоубийц                               | Suicide Squad                         | Тацу Ямасиро/Катана          |
| 2017         | кор | Потерянный                                    | The Lost                              | Лаура Бейкер                 |
| 2018—2024    | мс  | Ручей Крейга                                  | Craig of the Creek                    | королева канализации/Алексис |
| 2018—2020    | мс  | Ши-Ра и непобедимые принцессы                 | She-Ra and the Princesses of Power    | Глиммер                      |
| 2019         | ф   | Сверхъестественное                            | Stray                                 | Нори                         |
| 2019 — н. в. | с   | Пацаны                                        | The Boys                              | Кимико Миясиро/Самка         |
| 2020         | мс  | Кипо и Эра Чудесных Зверей                    | Kipo and the Age of Wonderbeasts      | Кипо Оак                     |
| 2021         | мф  | Болванчики: Фильм                             | Bobbleheads: The Movie                | Икиои                        |
| 2021         | мс  | Робоцып                                       | Robot Chicken                         | Элиза Маза                   |
| 2021         | мс  | Звёздные войны: Видения                       | Star Wars: Visions                    | Ф                            |
| 2021         | мс  | Спецагент Арчер                               | Archer                                | Рэйко                        |
| 2022         | ф   | Быстрее пули                                  | Bullet Train                          | бортпроводница               |
| 2022         | с   | Современная любовь к Токио                    | モダンラブ・東京                      | Тамами                       |
| 2022         | ки  |                                               | The Callisto Protocol                 | Дани Накамура                |
| 2023         | мф  | Мальчик и птица                               | 君たちはどう生きるか                  | Хими                         |
| 2023         | мф  | Крэйг из царства Ручья                        | Craig Before the Creek                | Алексис                      |
| 2023         | мс  | Покемон: Консьерж                             | ポケモンコンシェルジュ                | Хару                         |
| 2023         | мс  | Алиса и пекарня чудес                         | Alice's Wonderland Bakery             | Сакура                       |
| 2024         | мс  | Расхитительница гробниц: Легенда о Ларе Крофт | Tomb Raider: The Legend of Lara Croft | Сэм Нисимура                 |
|              | ф   | Хладнокровная Фокс                            | Stone Cold Fox                        | Минкс                        |

## Награды и номинации
| Год  | Награда                      | Категория                                   | Номинация за | Результат | Примечания |
| ---- | ---------------------------- | ------------------------------------------- | ------------ | --------- | ---------- |
| 2019 | Кинопремия IGN               | Лучший актёрский состав на телевидение      | Пацаны       | Номинация | [ 10 ]     |
| 2020 | Кинопремия IGN               | Лучший актёрский состав на телевидение      | Пацаны       | Номинация | [ 11 ]     |
| 2021 | Кинонаграды MTV              | Лучший бой                                  | Пацаны       | Номинация | [ 12 ]     |
| 2021 | IMDb STARmeter Awards        | Любимец фанатов                             | N/A          | Победа    | [ 13 ]     |
| 2024 | Телевизионная премия «Astra» | Лучшая женская роль в драматическом сериале | Пацаны       | Номинация | [ 14 ]     |